# Pseudeuchromia ampliflava
Pseudeuchromia ampliflava är en fjärilsart som beskrevs av Semper 1899. Pseudeuchromia ampliflava ingår i släktet Pseudeuchromia och familjen mätare. Inga underarter finns listade i Catalogue of Life.